# A Jetson család (film)
A Jetson család (eredeti cím: Jetsons: The Movie) 1990-ben bemutatott egész estés amerikai rajzfilm, amely a Jetson család című rajzfilmsorozat alapján készült. A forgatókönyvet Dennis Marks írta, a rajzfilmet Joseph Barbera és William Hanna rendezte és megalkotta, a zenéjét John Debney szerezte. Amerikában 1990. július 6-án mutatták be a mozikban.
Magyarországon két szinkronos változat is készült belőle, amelyekből az elsőt 1992 áprilisában adták ki VHS-en, később 2006-ban jelent meg DVD-n a filmről, a másodikat 1998. június 1-jén az RTL Klubon vetítették le a televízióban. A UIP-Dunafilm által készült magyar szinkronnal 2009. április 1-jén adták ki DVD-n.

## Cselekmény
Amikor George Jetsont a munkahelyén előléptetik, családjával – Jane-nel, Judy-val, Elroy-jal, Rosie-val, a robottal, valamint Astróval, a kutyával – elköltözik az Intergalaktikus Villanegyedbe. Kiderül azonban, hogy George cége módszeresen rombolja, azoknak a barátságos földalatti lényeknek – a grancsiknak – az otthonát, akikkel Jetsonék egy aszteroidán osztozkodnak. A család segítségével George kieszel egy olyan megoldást, ami a grancsiknak és a vállalatnak egyaránt kedvező lehet.

## Szereplők
| Szereplő             | Eredeti hang                 | Magyar hang                                      | Magyar hang         |
| Szereplő             | Eredeti hang                 | UIP Dunafilm, 1992                               | RTL Klub, 1998      |
| -------------------- | ---------------------------- | ------------------------------------------------ | ------------------- |
| George Jetson        | George O’Hanlon Jeff Bergman | Harkányi Endre                                   | Epres Attila        |
| Mr. Cosmo Spacely    | Mel Blanc Jeff Bergman       | Szombathy Gyula                                  | Papp János          |
| Jane Jetson          | Penny Singleton              | Csűrös Karola                                    | Kiss Erika          |
| Judy Jetson          | Tiffany                      | Tóth Auguszta                                    | Molnár Ilona        |
| Elroy Jetson         | Patrick Zimmerman            | Bor Zoltán                                       | Molnár Levente      |
| Astro, a kutya       | Don Messick                  | Kerekes József                                   | Albert Péter        |
| Rosie, a robot       | Jean Vander Pyl              | Mányai Zsuzsa                                    | Némedi Mari         |
| Rudy-2               | Ronnie Schell                | Czvetkó Sándor (1. hang) Fekete Zoltán (2. hang) | Beratin Gábor       |
| Lucy-2               | Patti Deutsch                | Jani Ildikó (1. hang) Prókai Annamária (2. hang) | Simon Eszter        |
| Teddy-2              | Dana Hill                    | Tóth Tamás                                       | Előd Botond         |
| Apollo Blue          | Paul Kreppel                 | Csonka András                                    | Minárovits Péter    |
| Cosmic Cosmo         | Steve McClintock             | Csonka András                                    | Katona Zoltán       |
| Fergie Furbelow      | Russi Taylor                 | Végh Péter                                       | Csuha Bori          |
| Bertie Furbelow      | Brad Garrett                 | Melis Gábor                                      | Garai Róbert        |
| Gertie Furbelow      | Susan Silo                   | Balogh Erika                                     | Vennes Emmy         |
| Rocket Rick Ragnarok | Rick Dees                    | Zalán János                                      | Simon Aladár        |
| Kosárlabdaedző       | Jeff Bergman                 | Imre István                                      | ?                   |
| Igazgatósági tag #2  | N/A                          | Imre István                                      | Holl János          |
| Igazgatósági tag #1  | Michael Bell                 | Csikos Gábor                                     | Móni Ottó           |
| Robot titkárnő       | Janet Waldo                  | Gyürki István                                    | Fabó Györgyi        |
| Mac, az űrjármű      | Jim Ward                     | Gyürki István                                    | Breyer Zoltán       |
| Squeep               | Frank Welker                 | Zsurzs Kati                                      | saját hangján       |
| Gertrude             | B.J. Ward                    | Papp Ágnes                                       | Riha Zsófi          |
| Elroy edzője         | N/A                          | Salinger Gábor                                   | Németh Gábor        |
| Judy barátnője       | N/A                          | Prókai Annamária                                 | ?                   |
| Női igazgatósági tag | N/A                          | Prókai Annamária                                 | Illyés Mari         |
| Igazgatósági tag #3  | N/A                          | Gruber Hugó                                      | Juhász Tóth Frigyes |

## Betétdalok
| Dal                                | Előadó                      |
| ---------------------------------- | --------------------------- |
| Jetsons Main Title                 | The Stunners                |
| Gotcha                             | Steve McClintock Garm Beall |
| Maybe Love, Maybe Not              | Steve McClintock            |
| Staying Together                   | Shane Sutton                |
| I Always Thought I'd See You Again | Tiffany                     |
| First Time in Love                 | Shane Sutton                |
| You and Me                         | Tiffany                     |
| Home                               | Tiffany                     |
| We're the Jetsons (Jetsons' Rap)   | XXL                         |
| With You All the Way               | Shane Sutton                |